# Hamei

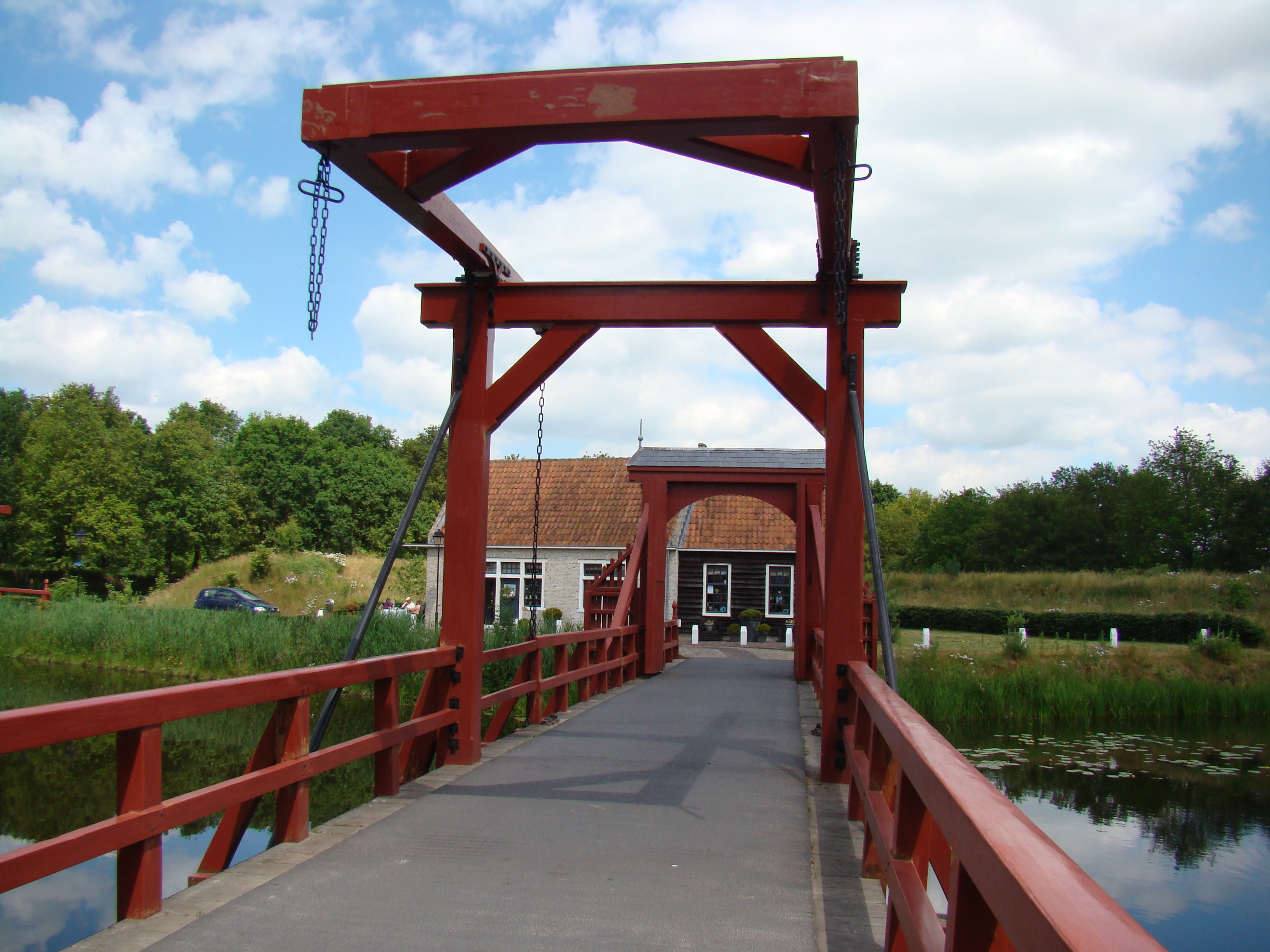
Twee voorbeelden van een hamei, vooraan als juk voor een valbrug, achter als afsluiting met getralied hek in Bourtange

Een hamei is oorspronkelijk een middel tot afsluiting of afperking op, of aan het einde van een brug, tegenwoordig vooral bekend als een draagconstructie in de vorm van een juk of poort waarop de broekbalk met het contragewicht van een val- of ophaalbrug draait.

## Geschiedenis
Oorspronkelijk is een hamei het buitenste hek van een stadspoort. Het woord stamt van het Oosterlauwers Fries, waarin het woord 'ham' nog bekendstaat als een omheinde tuin, maar ook als een getralied hek, iets dat ter afsluiting dient. De sluitingen van steden waren oorspronkelijk van hout. Toen de steden nog geen stenen stadsmuur bezaten noemde men deze vorm van afsluiten hameide. Hameien in de Middeleeuwen konden zijn voorzien van een valhek. In latere tijden deed de hamei dienst als juk voor ophaalbruggen mogelijk als alternatief voor de veel duurdere valbrug. Vanaf het begin van de 21e eeuw ontwerpen architecten opvallende hameien, zoals de nieuwe Poortbrug in Leeuwarden of de Nieuwe Witterbrug in Assen met een 23 m hoge hameitoren. Deze moderne variant bestaat uit slechts een hamei met daaraan een enkele balanspriem.
acces · affuit · approche · arsenaal · banket · barbacane · barbette · bastion · bastei · batterij · bedekte weg · beer · berm · blokhuis · bolwerk · borstwering · bres · buitenwerk · bunker · bonnet-traverse · caponnière · circumvallatielinie · citadel · contravallatielinie · contre-approche · contrefossé · contregarde · coupure· contrescarpe · courtine · couvre-face · cunette · damsluis · Dienst der Fortificatiën · demi-lune · dwingel · enveloppe · erkertoren · escarpe · face · faussebraye · flank · flèche · fort · fossé · glacis · gracht · halve maan · hamei · hoornwerk · inundatie ·  inundatiekanaal · inundatiesluis · Italiaans vestingstelsel · kat · kazemat · keel · kroonwerk · kruithuis · landpoort · linie · lunet · mezekouw · Nieuw Nederlands Vestingstelsel · onderwal · ontmanteling · opril · Oud-Nederlands vestingstelsel · palissade · papenmuts · plongee · polygonaal stelsel · poortgebouw · poterne · pulvertoren · ravelijn · redan · redoute · reduit · retranchement · rondeel · saillant · sas · schans · schietgat · schilderhuis · schootsveld · singel · sortie · stadsmuur · stadspoort · tamboer · terreplein · tenaille · tobruk · torenfort · traverse · valhek · verdedigingswerk · vesting · vestingstad · voorwerk · wal · walstraat · waltoren · wapenplaats · waterlinie · waterpoort · weermuur · wolfskuil · zwaluwstaart